# Phoebe Regio
Pour les articles homonymes, voir Phœbé.

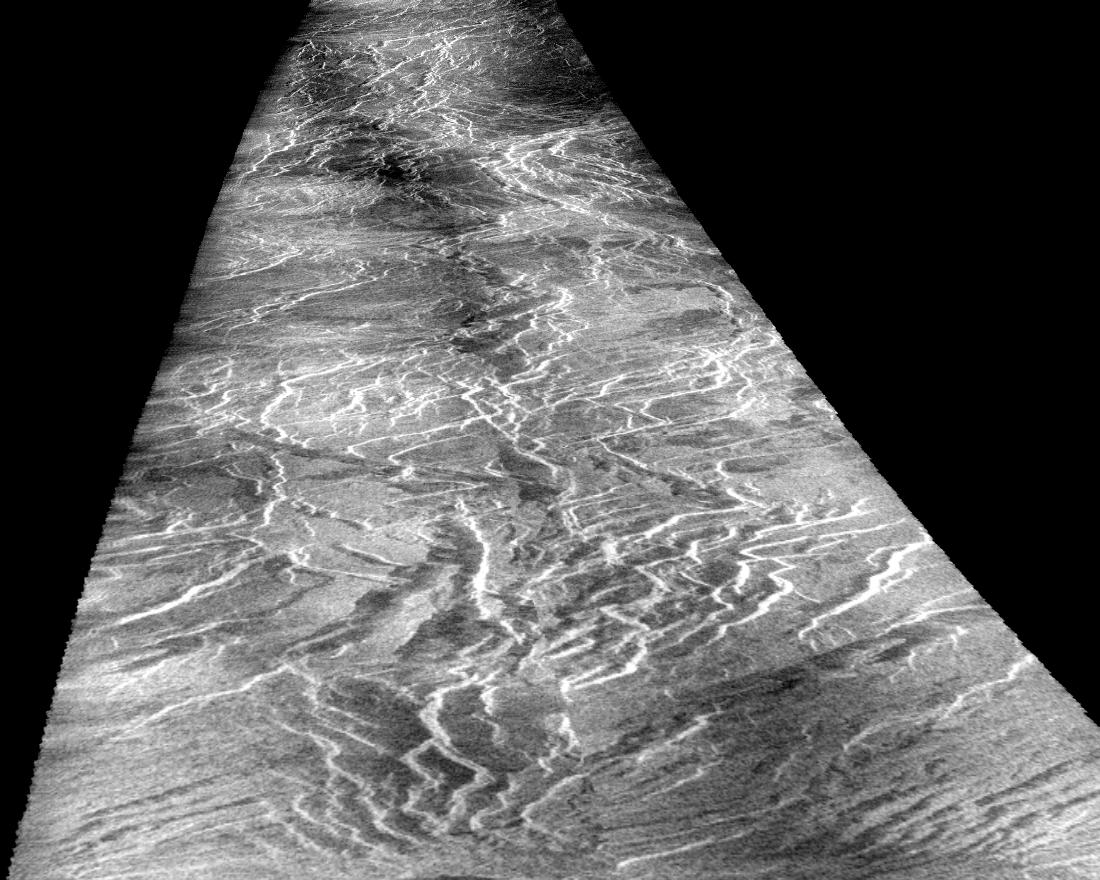
Phoebe Regio photographiée par la sonde spatiale Magellan en 1996.

Phoebe Regio est une région homogène située sur Vénus dans le quadrangle de Phoebe Regio. Elle a été nommée en référence à Phœbé, Titanide grecque.
Quatre atterrisseurs soviétiques, Venera 11, Venera 12, Venera 13 et Venera 14, ont atterri à l'est de Phoebe Regio et ont procédé à de nombreuses mesures.